# ザラ川
ザラ川は、ハンガリー西部のヴァシュ県ウールシェーグに源を発し、バラトン湖へと注ぐ、全長126kmの河川。
上流では東の方向に流れ、ザラエゲルセグで東北方向に、トュルイェで南へと流れを変えてバラトン湖に流下する。更新世までこの川は小ハンガリー平原に向かって北に流れていたが、更新世の終わりごろ現在のバラトン湖周辺が窪地になったことから流れる方向が変わったことが明らかになっている。これと同時にドラヴァ川への支流もなくなり、現在のようにザラヴァール付近の「小バラトン」と呼ばれる遊水地を通ってバラトン湖へ注ぐようになった。